# Красни Холм
Красни Холм (рус. Красный Холм) град је у европском делу Руске Федерације и административни центар Краснохолмског рејона смештеног на крајњем југоистоку Тверске области. 
Према проценама националне статистичке службе, у граду је 2014. живело 5.366 становника.

## Географија
Град Красни Холм налази се у североисточном делу Тверске области, на подручју Овинишченског побрђа. Лежи на обалама реке Неледина, притоке Могоче и део басена Волге, на око 176 км североисточно од административног центра области, града Твера.
Кроз град пролази железница Москва—Кимри—Каљазин—Сонково—Пестово—Санкт Петербург. 

## Историја
На месту данашњег града постојало је трговачко насеље Спас на Холму које се у писаним изворима први пут помиње 1518. године, у повељи којом калушки књаз Симеон Иванович поклања цело насеље Николајевском манастиру. Село је престало да постоји као манастирски посед 1764. када је имепраторка Катарина Велика издала указ о секуларизацији земље. 
У јануару 1776. насеље добија садашњи назив Красни Холм, а истовремено добија и административни статус града и окружног центра тадашњег Тверског намесништва. Према легенди, када је императорка пролазила крај овог насеља, толико је била одушевљена његовом природном лепотом да је наредила да се насеље убудуће зове Прекрасним Брдом (рус. Красивым Холмом). Град је добио властити грб 21. октобра 1780. године.
Од 1796. Красни Холм није имао неки већи значај, како у економском, тако и у политичком смислу. На политичку мапу враћа се тек 1929. године, упоредо са оснивањем Краснохолмског рејона чијим административним центром постаје.

## Демографија
Према подацима са пописа становништва 2010. у граду је живело 5.608 становника, док је према проценама за 2014. град имао 5.366 становника.
| 1897. | 1959. | 1970. | 1979. | 1989. | 2002. | 2010. | 2014. |
| ----- | ----- | ----- | ----- | ----- | ----- | ----- | ----- |
| 2.514 | 6.948 | 7.296 | 7.498 | 7.875 | 6.396 | 5.608 | 5.366 |

## Градске знаменитости
Најмаркантнији историјски споменик у Красном Холму је Николајевски Антонијев манастир који је основан 1461. године када је на ушћу реке Неледине у Могочу монах Антоније из Кириљско-белоозјерске лавре подигао малу келију. Прва црква, посвећена Светом Николи подигнута је новцем локалног велепоседника Атанасија Мелецког, на месту где се према предању њему указао лик чудотоворне иконе. Након Октобарске револуције манастир је разрушен и опљачкан и данас се налази у руинираном стању. Манастир се данас налази на листи архитектонских добара од насионалног значаја и део је програма рестаурације историјско-културног наслеђа Тверске области. 
У граду се налази и звоник некадашњег Троицког сабора из 1870. године. Црква је срушена 1930, а камен из њених зидина искориштен је за градњу локалног биоскопа. 